# 揚希科里鎮區 (伊利諾伊州富爾頓縣)
揚希科里鎮區（英語：Young Hickory Township）是位於美國伊利諾伊州富爾頓縣的一個行政鎮區。

## 地方資料
根據2010年美國人口普查的數據，揚希科里鎮區的面積為63.00平方千米，當中陸地面積為63.00平方千米，而水域面積為0.00平方千米。當地共有人口598人，而人口密度為每平方千米9.49人。